# Штабін
Штабін (пол. Sztabin) — село в Польщі, у гміні Штабін Августівського повіту Підляського воєводства.
Населення — 1037 осіб (2011).
У 1975-1998 роках село належало до Сувальського воєводства.

## Демографія
Демографічна структура станом на 31 березня 2011 року:
|          | Загалом | Допрацездатний вік | Працездатний вік | Постпрацездатний вік |
| -------- | ------- | ------------------ | ---------------- | -------------------- |
| Чоловіки | 521     | 115                | 362              | 44                   |
| Жінки    | 516     | 101                | 321              | 94                   |
| Разом    | 1037    | 216                | 683              | 138                  |